# Vladimír Skalba
Vladimír Skalba (* 31. prosince 1965) je bývalý český fotbalista. Po skončení aktivní kariéry působil jako trenér.

## Fotbalová kariéra
V české lize hrál za FC Baník Ostrava. Nastoupil ve 23 ligových utkáních a dal 2 góly. Ve druhé lize hrál i za Baník Havířov.

## Ligová bilance
| Ročník                          | Zápasy | Góly | Klub             |
| ------------------------------- | ------ | ---- | ---------------- |
| 2. česká fotbalová liga 1993/94 | -      | 1    | Baník Havířov    |
| 2. česká fotbalová liga 1994/95 | -      | 1    | Baník Havířov    |
| 2. česká fotbalová liga 1995/96 | 29     | 3    | Baník Havířov    |
| 1. česká fotbalová liga 1996/97 | 20     | 2    | FC Baník Ostrava |
| Gambrinus liga 1997/98          | 3      | 0    | FC Baník Ostrava |
| CELKEM 1. liga                  | 23     | 2    |                  |

## Trenérská kariéra
Trénoval ve druhé lize Viktorii Žižkov, se kterou v roce 2007 postoupil do ligy. V následujícím ligovém ročníku byl na podzim u Viktorky asistentem Stanislava Grigy.